# 休子內親王
休子內親王（保元2年（1157年）－嘉應3年三月初一（1171年4月7日）），為日本平安時代末期的皇族。伊勢齋宮。後白河天皇第4皇女，母從二位藤原成子。同母兄姊：亮子內親王（殷富門院）、好子內親王、式子內親王、守覺法親王、以仁王等等。
仁安元年（1166年）12月，成為外甥六条天皇的齋宮，仁安2年（1167年）6月進入設在大膳職內的初齋院修行，同年9月離開宮廷進入野宮繼續齋戒，仁安3年（1168年）2月，因六条天皇讓位於憲仁親王（高倉天皇），休子內親王未群行便退職。嘉應3年（1171年）3月1日逝世，得年15歳。